# Medallas del Círculo de Escritores Cinematográficos
Las medallas del Círculo de Escritores Cinematográficos son unos galardones que otorga anualmente esta asociación para distinguir a películas, artistas, técnicos y escritores relacionados con la actividad cinematográfica, tanto española como internacional. El Círculo de Escritores Cinematográficos (CEC) celebró la primera edición en 1946, cuando entregó los premios en trece modalidades distintas. Estas han variado mucho a lo largo del tiempo, y en 2016 existían veinte categorías. Los premios pasaron por un período de crisis en la novena década del siglo XX, cuando se dejaron de entregar entre los años 1986 y 1990, pero el CEC volvió a entregarlos a partir del siguiente año. La recompensa consiste en una sencilla medalla de bronce sin dotación económica. Son los premios de su tipo más antiguos de España.

## Historia
En 1945, quince personas crearon en España el Círculo de Escritores Cinematográficos para la defensa y divulgación del arte cinematográfico. Además de otras actividades, el CEC concedió desde 1946 una serie de galardones relacionados con la actividad cinematográfica del año anterior. A pesar de su falta de dotación económica — consisten en una simple medalla de bronce diseñada por el artista González de Ubieta— los premios llegaron a alcanzar un alto prestigio por su independencia, ya que no son concedidos por la propia industria cinematográfica ni por sus sectores corporativos.
En la penúltima década del siglo atravesaron una grave crisis. Durante cinco años —entre 1986 y 1990— el Círculo no concedió medallas y pareció que iba a desaparecer el galardón. Sin embargo, la nueva dirección del CEC encabezada por Paul Naschy volvió a otorgar los premios en 1991.

## Categorías

### Premios al cine español
Desde la primera edición, predominaron las categorías destinadas a premiar al cine nacional. El premio principal fue la medalla a la mejor película. A lo largo de la historia han recibido el galardón películas emblemáticas como Surcos, Plácido, Campanadas a medianoche o El espíritu de la colmena.
También se concedieron premios al mejor director, mejor actor, mejor actriz, actor y actriz secundarios, fotografía y música; todos ellos todavía en vigor. Directores premiados han sido José Luis Sáenz de Heredia, Ladislao Vajda, Carlos Saura, Luis Buñuel y Pedro Almodóvar. Entre los muchos intérpretes galardonados cabe citar a Fernando Fernán Gómez, Carmen Sevilla, Ana Mariscal, Francisco Rabal, Emma Penella, Fernando Rey, Sara Montiel, Javier Bardem, Concha Velasco, Ricardo Darín y Penélope Cruz.
Desaparecieron más tarde las medallas a los mejores argumento original y decorados. La medalla al mejor guion se desdobló con el tiempo en dos: guion original y adaptado. Más adelante aparecieron los premios al mejor montaje, largometraje documental y largometraje de animación. Otros premios aparecieron y dejaron de existir a lo largo de la historia del CEC, como los concedidos fugazmente a los mejores actor y actriz extranjeros en película española, el de mejor ambientación o el de mejor cortometraje.
En 1948 se otorgó por primera vez un Premio Gimeno destinado a galardonar a debutantes. Su denominación cambió a Premio Jimeno al año siguiente y, en 1962, a Premio Antonio Barbero. Limitado inicialmente a un solo ganador, más tarde se multiplicó en varias modalidades y en 2016 se mantenía como medallas a director, actor y actriz revelación.

### Premios al cine extranjero
En la primera edición no se concedió premio alguno al cine no español. Sin embargo, ya en su tercer año se otorgó una medalla a la mejor película extranjera que recayó en Los mejores años de nuestra vida. En la edición de  1956 se crearon sendas medallas para distinguir al mejor actor y la actriz extranjeros. También se concedieron durante un tiempo premios a la mejor película de salas especiales y a la mejor película hispanoamericana.

### Premios a escritores
Al margen de las medallas destinadas a premiar a los profesionales del cine, desde un primer momento existieron otras dedicadas a destacar la labor de críticos cinematográficos, periodistas y escritores de libros. Estos premios tienen un carácter más corporativo y con frecuencia han recaído en miembros del Círculo. En la primera edición se concedieron ya sendas medallas a la mejor labor literaria y a la mejor labor crítica. Posteriormente se creó una medalla al mejor libro, ya desaparecida. En 1952 se creó otra a la mejor labor periodística. En 2016 se concedían solo el último premio mencionado y otro a la promoción del cine.

### Medalla de honor
En 1994 se concedió un Premio homenaje al director estadounidense Francis Ford Coppola. Se repitió su entrega de forma discontinua hasta que en 2004 se cambió su denominación a Medalla de honor. El galardón recae indistintamente en profesionales de diversos sectores laborales del mundo cinematográfico.

## Procedimiento
En las categorías competitivas se realiza una primera votación en la que los socios del CEC pueden proponer hasta cuatro candidatos en cada categoría. Con el resultado de esa votación, se eligen los cuatro nominados, cinco o más en caso de que se produzca un empate. Una vez elaborada la lista de los nominados, se celebra una segunda votación en la que los socios pueden votar a un único candidato en cada categoría. El candidato más votado es el receptor de la medalla.
En los casos de la Medalla de honor y otros premios honoríficos, la decisión la toma la Junta directiva del CEC.

## Presencia en festivales
Desde 1957, el Círculo de Escritores Cinematográficos concedió también medallas en algunos de los más destacados festivales cinematográficos celebrados en España para reconocer a los guionistas. Comenzó en la edición de 1957 del Festival Internacional de Cine de San Sebastián, primer certamen de máxima categoría organizado en España. Posteriormente también entregó medallas en la Semana Internacional de Cine de Valladolid, el Festival Internacional de Cine de Gijón y en el Festival de Cine de Sitges. Su presencia ha sido irregular y discontinua.

## Ediciones
| Ediciones |
| 1945 · 1946 · 1947 · 1948 · 1949 · 1950 · 1951 · 1952 · 1953 · 1954 · 1955 · 1956 · 1957 · 1958 · 1959 · 1960 · 1961 · 1962 · 1963 · 1964 · 1965 · 1966 · 1967 · 1968 · 1969 · 1970 · 1971 · 1972 · 1973 · 1974 · 1975 · 1976 · 1977 · 1978 · 1979 · 1980 · 1981 · 1982 · 1983 · 1984 · 1990 · 1991 · 1992 · 1993 · 1994 · 1995 · 1996 · 1997 · 1998 · 1999 · 2000 · 2001 · 2002 · 2003 · 2004 · 2005 · 2006 · 2007 · 2008 · 2009 · 2010 · 2011 · 2012 · 2013 · 2014 · 2015 · 2016 · 2017 · 2018 · 2019 · 2020 · 2021 · 2022 · 2023 · 2024 · |